# Myctophum
Myctophum is een geslacht van straalvinnige vissen uit de familie van de lantaarnvissen (Myctophidae). De wetenschappelijke naam van het geslacht werd in 1810 voorgesteld door Constantine Samuel Rafinesque-Schmaltz.

## Soorten
- Myctophum affine Lütken, 1892
- Myctophum asperum Richardson, 1845
- Myctophum aurolaternatum Garman, 1899
- Myctophum brachygnathum Bleeker, 1856
- Myctophum fissunovi Becker & Borodulina, 1971
- Myctophum indicum Day, 1877
- Myctophum lunatum Becker & Borodulina, 1978
- Myctophum lychnobium Bolin, 1946
- Myctophum nitidulum Garman, 1899
- Myctophum obtusirostre Tåning, 1928
- Myctophum orientale Gilbert, 1913
- Myctophum ovcharovi Tsarin, 1993
- Myctophum phengodes Lütken, 1892
- Myctophum punctatum Rafinesque, 1810
- Myctophum selenops Tåning, 1928
- Myctophum spinosum Steindachner, 1867